# Allium sipyleum
Allium sipyleum är en amaryllisväxtart som beskrevs av Pierre Edmond Boissier. Allium sipyleum ingår i släktet lökar, och familjen amaryllisväxter. Inga underarter finns listade i Catalogue of Life.